# Frank Sundström
Frank Sundström (født August Francis Sundström; 16. januar 1912 i Stockholm, død 1. november 1993 samme sted) var en svensk skuespiller, der medvirkede i mere end 30 film og tv-serier mellem 1933 og 1989. Hos det amerikanske publikum er han blandt andet kendt for sin medvirken i Song of My Heart fra 1948, der er instrueret af Benjamin Glazer.
Sundström var fra 1964 til 1974 chef for Uppsala stadsteater, ligesom han også var chef for Stockholms stadsteater i fire år. Han var gift med skuespillerinden Marianne Aminoff fra 1956 til 1966.

## Udvalgt filmografi
- Nordlandsfolk (1933)
- Hjem fra Babylon (1941)
- To i en storby (1944)
- Song of My Heart (1948)
- Foreign Intrigue (tv-serie, 1951-1955)
- Med mord i bagaget (1955)
- Halstørklædet (tv-serie, 1962)
- 491 (1964)
- Elskende par (1964)
- Jomfrutro og dobbeltmoral (1965)
- Skammen (1968)
- Mellem to mænd (1970)
- Smoke (1971)
- Hallo baby (1976)
- Tabu (1977)
- Soldat med brutet gevär (tv-serie, 1977)
- Smuglerkongen (1985)
- Strindberg - et liv (tv-serie, 1985)
- Vildanden (tv-serie, 1989)